# Pycnomerus verrucicollis
Pycnomerus verrucicollis is een keversoort uit de familie somberkevers (Zopheridae). De wetenschappelijke naam van de soort werd in 1879 gepubliceerd door Edmund Reitter.